# Arturo Sandoval
Arturo Sandoval (Artemisa, Cuba, 1949) és un músic cubà, ha guanyat renom internacional com a trompetista de jazz tot i que també ha desenvolupat la seua faceta com a pianista, percussionista, compositor i arreglista, així com la música clàssica.

## Biografia
Sandoval s'inicia al món de la música en la banda de música del seu municipi de l'Havana (Cuba) a l'edat de 13 anys, on aprèn les primeres lliçons de solfeig i teoria musical i de percussió. Després de provar sort en diversos instruments es decideix per la trompeta amb la qual ha guanyat un important prestigi i renom arreu del món.
En els seus inicis Sandoval interpretava bàsicament música tradicional cubana, però després d'escoltar un disc de Dizzy Gillespie i Charlie Parker es va decantar pel jazz. El 1964, amb 15 anys, inicia els estudis de trompeta clàssica a l'Escola Nacional d'Arts de Cuba i amb 17 anys ingressa a l'Orquestra Nacional.
El 1971 marxa a realitzar el servei militar, tot i que no abandona la seua activitat com a trompetista de l'Orquestra Cubana de Música Moderna. A la seua tornada funda el mític grup Irakere amb el saxofonista Paquito D'Rivera i el pianista Chucho Valdés amb el qual obtindria grans èxits al país. També a nivell mundial obtingueren importants reconeixements del públic i la crítica, destacant la seua presentació el 1978 en el Festival de Jazz de Newport a Nova York que els va introduir al públic americà. Aquest èxit també va suposar l'eixida definitiva de Cuba i el seu exili a Miami, on viu des d'aleshores.
El 1981 abandona Irakerea la recerca de noves possibilitats musicals i forma la seua pròpia banda amb la qual recorre el món interpretant una mescla entre el jazz i la música llatina, així com a trompetista clàssic tocant a importants orquestres simfòniques com la de la BBC o la de Leningrad (antiga Unió Soviètica)
El gran talent musical de Sandoval ha estat associat amb molts músics, però sens dubte el més important seria Dizzy Gillespie a qui Sandoval considera el seu pare espiritual. Gillespie és considerat com un dels grans difusors de la música afro-cubana, i va ser determinant en la posterior carrera de Sandoval. Els dos músics es van conéixer a Cuba el 1977 quan Gillespie feia actuacions improvisades pel Carib amb el saxofonista Stan Getz. A causa de la situació política d'aïllament cubà, Gillespie s'interessà per la música cubana i en particular en el guaguancó. Sandoval es va oferir de particular guia musical, i posteriorment li confessaria que ell mateix també era músic.
Exiliat a Miami, Arturo Sandoval aconseguí la plaça de professor de la Universitat Internacional de Florida i ben prompte va gravar el seu primer disc als Estats Units amb el títol "Flight to Freedom" per al segell GRS. També ha impartit classes a conservatoris com el de París, el Conservatori Chaikovsky a la Unió Soviètica, la Universitat de Califòrnia en Santa Bàrbara, la Universitat de Miami, la Universitat de Wisconsin, Universitat de Purdue i en moltes altres institucions del món.
Paral·lelament ha dut a terme una carrera musical com a intèrpret clàssic, destacant la gravació del disc "The Classical Album" on s'inclouen concerts de Hummel i Mozart així com el seu propi Concert Per a Trompeta i Orquestra. També ha participat en la composició i interpretació de les bandes sonores de les pel·lícules "Vampiros en La Habana I", "La Familia Pérez", "Los Reyes del Mambo" i "La Habana".
El 2000 es produí la pel·lícula biogràfica del trompetista cubà amb el títol de "For Love or Country: The Arturo Sandoval Story" on l'actor Andy García, també cubà, interpretava la figura d'Arturo Sandoval.

## The Arturo Sandoval Jazz Club
A l'abril de 2006, Arturo Sandoval va obrir un local musical a Miami Beach amb el nom de The Arturo Sandoval Jazz Club. Pel seu escenari han passat des d'artistes locals fins a figures internacionals del món del jazz com Joshua Redman, Roberta Flack, Roy Haynes, Omar Insulsa, The Bad Plus, Moe Goldstein i Danilo Pérez o el mateix Sandoval.